# Rejon popilnianski
Rejon popilnianski – jednostka administracyjna wchodząca w skład obwodu żytomierskiego Ukrainy.
Rejon został utworzony w 1923 roku. Jego powierzchnia wynosi 1037 km², a ludność liczy około 32 tysięcy mieszkańców. Siedzibą władz rejonowych jest Popilnia.
Na terenie rejonu znajduje się 2 osiedlowe rady i 30 silskich rad, obejmujących 43 wsie i 3 osady.

## Miejscowości rejonu
- (Андрушки)
- (Білки)
- (Бухалівщина)
- (Дехтярка)
- (Єрчики)
- (Голуб'ятин)
- Charlejewka (Харліївка)
- Chodorków (Ходорків)
- (Яблунівка)
- Kamianka (Кам'янка)
- Kornyn (Корнин)
- Korolówka[2] (Королівка)
- Kotlarka (Котлярка)
- (Кошляки)
- (Красногірка)
- Krzywe (Криве)
- Kwitnewe (Квітневе, dawniej Żydowce[3], Жовтневе)
- Lipki[4] (Липки)
- (Лисівка)
- Lisowce Wielkie[5][6] (Великі Лісівці)
- Łuczyn[7] (Лучин)
- (Макарівка)
- Markowa Wolica (Маркова Волиця)
- (Миролюбівка)
- (Мишерине)
- (Мохначка)
- (Новоселиця)
- (Новопаволоцьке)
- Parypsy (Парипси)
- (Піски)
- Pawołocz (Паволоч)
- Popilnia (Попільня) osiedle t.m.
- (Попільня)
- (Почуйки)
- Pustelniki[8][9] (Пустельники)
- (Радгоспне)
- (Романівка)
- (Рудка)
- (Саверці)
- Sokolcza (Сокільча)
- (Соколів Брід)
- (Ставище)
- (Строків)
- (Сущанка)
- (Турбівка)
- Wasylówka[10][11] (Василівка)
- (Велика Чернявка)
- (Відродження)